# Estadio Darul Makmur
El Estadio Darul Makmur es un estadio multiusos ubicado en la ciudad de Kuantan estado de Pahang, Malasia, fue inaugurado en 1970 y posee una capacidad para 40 000 espectadores, es utilizado de preferencia para la práctica del fútbol y atletismo.
Fue una de las seis sedes en que se disputó la Copa Mundial de Fútbol Juvenil de 1997 en donde albergó siete juegos del torneo.
En la actualidad, en el estadio disputan sus partidos los clubes Pahang FA y Shahzan Muda FC que disputan la Superliga de Malasia, sirve también en ocasiones de sede para juegos de la Selección de fútbol de Malasia.

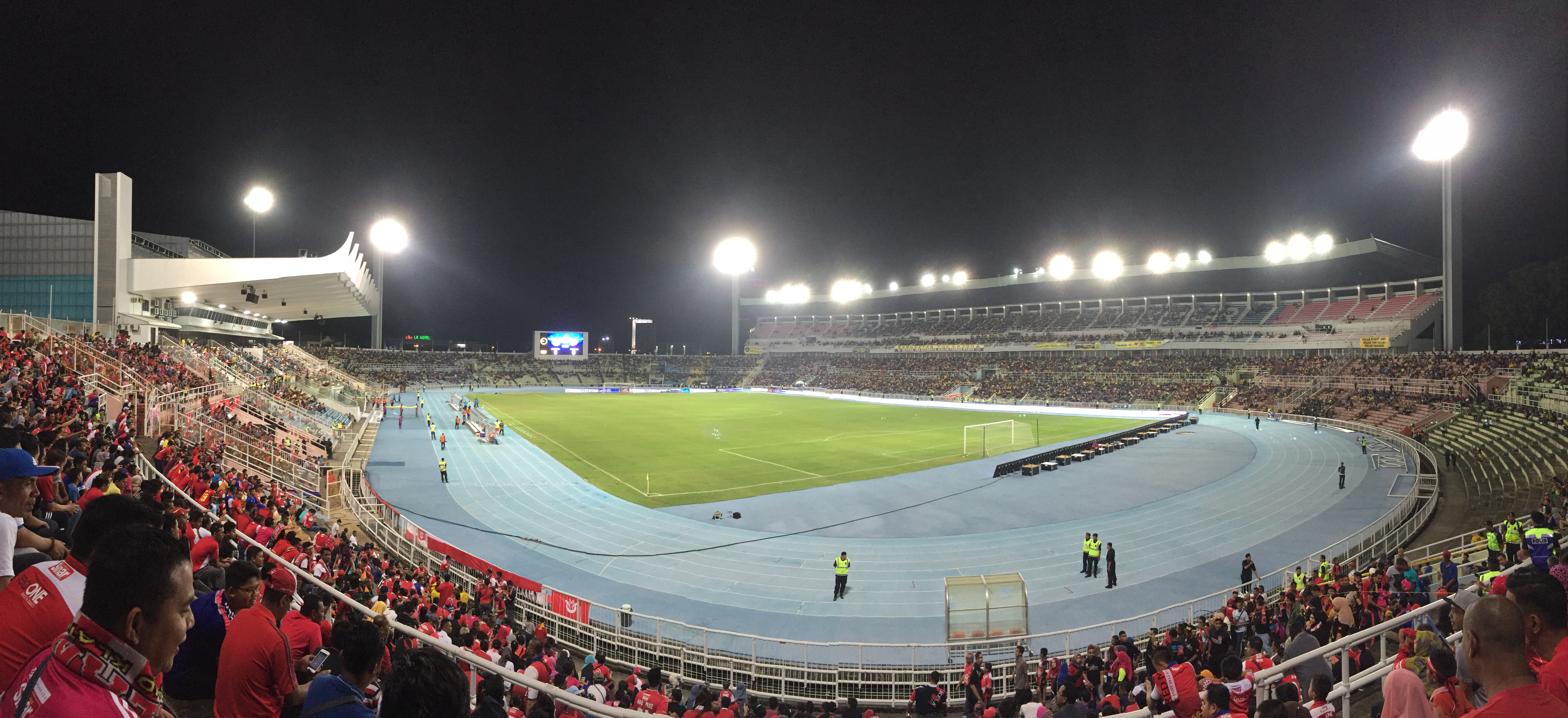
Panorámica del estadio.